# Formación Sebeş
La Formación Sebeş es una formación geológica de Rumanía. Algunos de los fósiles encontrados que datan del Maastrichtiense, son de dinosaurios, aves, pterosaurios, crocodilomorfos, etc. La Formación Sebes estaba en la isla de Hațeg, en el área del antiguo océano Tetis.

## Paleofauna
| Saurópodos    | Saurópodos | Saurópodos         | Saurópodos | Saurópodos |
| ------------- | ---------- | ------------------ | --- | ---------- |
| Géneros       | Especies   | Restos recuperados | Notas | Imágenes   |
| Magyarosaurus | M. sp      | Una vértebra.      | Un titanosaurio también presente en las formaciones Sanpetru, Densus Ciula, y posiblemente en la Formación Sard. |            |

| Terópodos | Terópodos | Terópodos | Terópodos                                     | Terópodos |
| --------- | --------- | --- | --------------------------------------------- | --------- |
| Géneros   | Especies  | Restos recuperados | Notas                                         | Imágenes  |
| Balaur    | B.Bondonc | Unas vértebras, pectorales, unas pelvis, metatarsos en un tarsometatarso, tibia, peroné, tibiotarso, huesos de la muñeca, huesos del tobillo más bajo y metacarpianos fusionados en un carpometacarpo. | Una ave primitiva similar a un dromeosáurido. |           |

| Pterosaurios | Pterosaurios       | Pterosaurios | Pterosaurios               | Pterosaurios |
| ------------ | ------------------ | --- | -------------------------- | ------------ |
| Géneros      | Especies           | Restos recuperados | Notas                      | Imágenes     |
| Eurazhdarcho | E. langendorfensis | Un cuarto de un metacarpiano, tres vértebras del cuello de entre las cuales la tercera y cuarta están casi completas, parte superior del falange del dedo alar, la parte inferior de la segunda falange, una falange inferior de uno de los otros dedos, algunos fragmentos indeterminados y una posible costilla cervical. | Un pterosaurio azdárquido. |              |

| Crocodilomorfos | Crocodilomorfos | Crocodilomorfos                         | Crocodilomorfos    | Crocodilomorfos |
| --------------- | --------------- | --------------------------------------- | ------------------ | --------------- |
| Géneros         | Especies        | Restos recuperados                      | Notas              | Imágenes        |
| Allodaposuchus  | A. precedens    | Un cráneo, dientes, un osteodermo, etc. | Un alodaposúquido. |                 |

| Hadrosáuridos | Hadrosáuridos    | Hadrosáuridos      | Hadrosáuridos | Hadrosáuridos |
| ------------- | ---------------- | ------------------ | ------------- | ------------- |
| Géneros       | Especies         | Restos recuperados | Notas         | Imágenes      |
| Hadrosauridae | H. indeterminado |                    |               |               |

| Rabdodóntidos | Rabdodóntidos | Rabdodóntidos           | Rabdodóntidos             | Rabdodóntidos |
| ------------- | ------------- | ----------------------- | ------------------------- | ------------- |
| Géneros       | Especies      | Restos recuperados      | Notas                     | Imágenes      |
| Zalmoxes      | Zalmoxes. sp  | Dientes maxilares, etc. | Posiblemente Z. robustus. |               |